# Pál Balkay

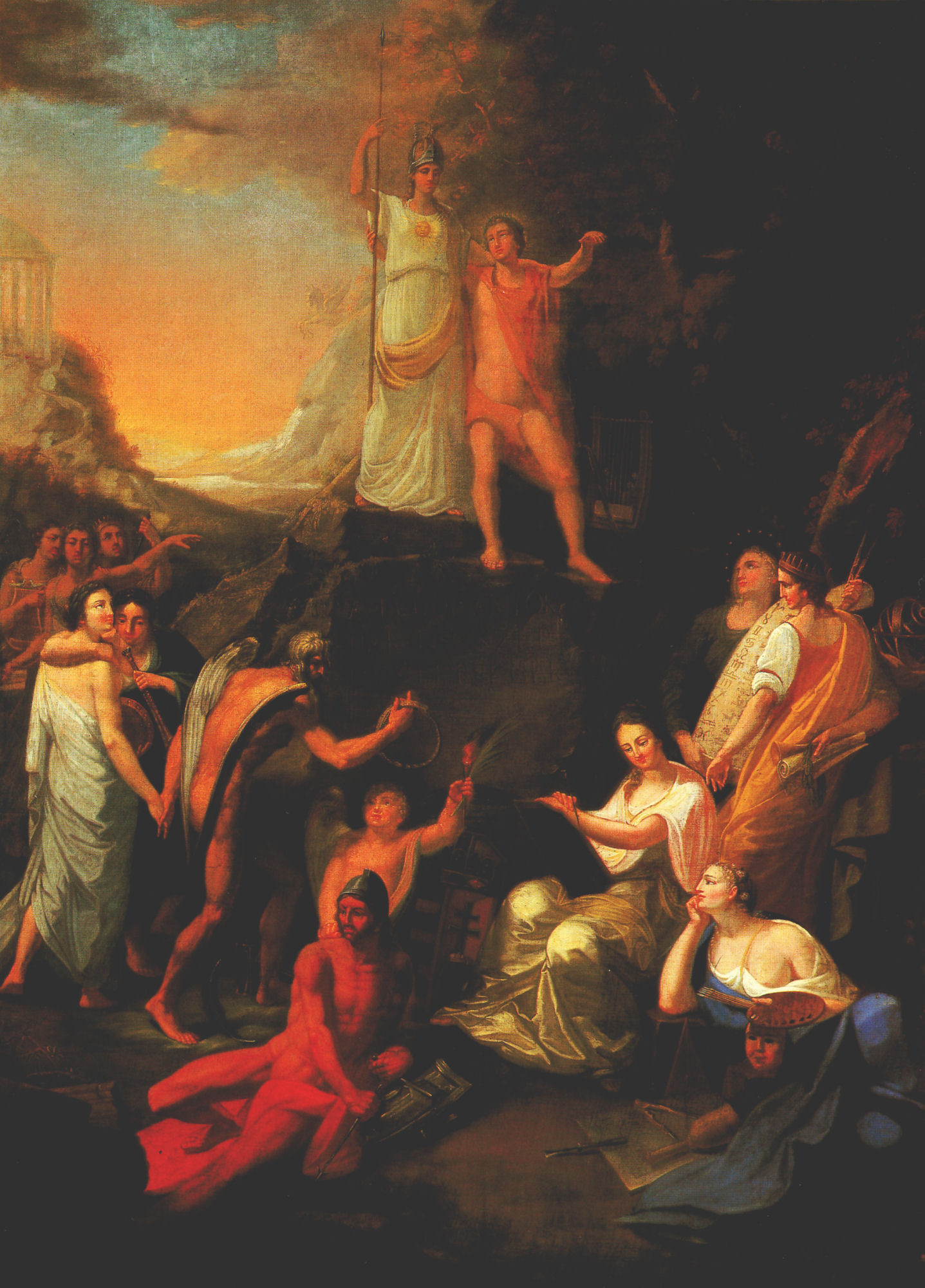
Jeden z alegorycznych obrazów Balkaya

Pál Balkay (ur. 1785  – zm. 1846) – węgierski malarz oraz nauczyciel. Znany najbardziej ze swojego obrazu "Brat i Siostra".
Pal urodził się w 1785 roku w miejscowości Tiszaörs w środkowych Węgrzech. W wieku 18 lat wyjechał do Wiednia, gdzie podjął naukę w Akademii Sztuk Pięknych. Za namową reformatora Ferenca Kazincza, Pal wrócił na Węgry w 1808 roku i rozpoczął pracę artysty osiedlając się w mieście Eger.
Głównymi dziełami Pala były licznie namalowane ołtarze, a także liczne dzieła przedstawiające w alegoryczny sposób postacie mitologiczne. Do najbardziej znanych obrazów wykonanych tym stylem należy "Leda i Łabędź" oraz "Dom Pokoju". Oprócz tego malował portrety swoich znajomych w tym Ferenca Kazincza oraz jego żony, a także wykonał swój własny autoportret.
Pál Balkay zmarł w 1846 roku w Egerze w wieku 61 lat.